# 스테번 판 더벨데
스테번 판 더벨데(Steven van de Velde, 1994년 8월 8일 ~ )는 네덜란드의 비치발리볼 선수이다. 2016년 아동 성폭행으로 유죄를 선고받았다. 네덜란드 올림픽 위원회 네덜란드 체육 연맹은 판 더벨데를 2024년 하계 올림픽 국가대표로 선출하였다.

## 비치발리볼 경력
판 더벨데는 2011년 20세 미만 네덜란드 비치발리볼 선수권대회에서 우승하였다. 2015년 유러피언 게임에 네덜란드 국가대표로 출전하였고, 2018년 FIVB 비치발리볼 월드 투어에서는 3위를 기록하였다.
2024년 6월 스테번 판 더벨데는 비치발리볼 네덜란드 국가대표 선수로 발탁되었다. 네덜란드 올림픽 위원회 네덜란드 체육 연맹 (NOC*NSF)는 그를 선수촌에서 다른 선수들과 함께 지내지 못하도록 하였으며, 언론 접촉을 금지시켰다. NOC*NSF는 이후 판 더벨데의 국가대표 선출이 이 정도의 관심을 끌 줄 몰랐다며, 아동 성폭행 피해자에게 사과하였다.

## 아동 성폭행
2014년 8월, 당시 19세이던 판 더벨데는 페이스북을 통해 만난 영국 밀턴킨스 출신 12세 여아를 강간했다. 판 더벨데는 당시 피해자의 집에 방문하여 어머니가 안 계시는 틈을 타 알코올을 먹인 후 집 뿐만 아니라 인근 퍼즈턴(Furzton) 호수로 데려가 수차례 강간했다. 이후 피해자는 자해와 약물 과다복용 행위를 보인 것으로 알려져 있다. 성폭행 범죄 이후 판 더벨데는 네덜란드로 돌아갔지만, 이후 2016년 1월 체포되어 영국으로 인도되었다.

### 실형 선고와 석방
2016년 3월 스테번 판 더벨데는 아동 성폭행 3회, 특히 "13세 미만 아동 성폭행"죄로 징역 4년과 신상 공개 명령을 선고받았다.
네덜란드와 영국 사이 조약에 따라 판결 이후 스테번 판더벨데는 네덜란드로 이송되었다. 이후 네덜란드 현지 법에 따라 강간죄는 '간음죄'로 변경되었다. 1년간의 수감생활 이후, 판더벨데는 석방되었다.
판 더벨데가 2024년 하계 올림픽에서 네덜란드 국가대표 선수로 발탁되었다는 소식은 많은 논란을 불러일으켰다. 네덜란드 올림픽 위원회는 여론을 진정시키기 위해 그를 다른 선수들과 격리했으며, 언론 접촉을 금지시켰다.

### 스포츠 복귀
스테번 판 더벨데는 2018년 국제경기로 비치발리볼에 복귀했다. 그는 성폭행 사건을 "자신의 인생에서 가장 큰 실수"라고 하였다.
2024년 판 더벨데는 2024년 하계 올림픽 네덜란드 국가대표로 발탁되었고 이는 많은 논란을 불러일으켰다. 이를 잠재우기 위해 네덜란드 올림픽 위원회는 판 더벨데를 다른 선수들과 만나지 못하게 '격리'시켰으며 언론 접촉을 금지했다. 판 더벨데를 올림픽에서 퇴출시키자는 한 온라인 청원에는 10만명이 넘는 사람들이 동의를 하였다. 판 더벨데의 첫번째 올림픽 경기 이후, 네덜란드 올림픽 위원회 보도국장인 존 판 필레트(John van Vilet)는 "저희는 아동강간범을 그가 참가한 대회에서 최선을 다 할 수 있도록 보호하고 있는 것이 맞습니다...(We are protecting a convicted child rapist, yes ... To do his sport as best as possible, at a tournament he qualified for.)"라는 말을 남겼다.

## 개인사
스테번 판 더벨데는 독일의 배구선수 킴 베렌스(Kim Behrens)와 결혼하였고 자녀 한명이 있다. 그의 매형인 케빈 베렌스는 VfL 볼프스부르크 선수이자 독일 축구 국가대표팀에 발탁된 경력이 있다.